# Gertrude Baniszweski
Gertrude Baniszewski (n. 19 septembrie 1929 – 16 iunie 1990) a fost o femeie din statul american Indiana, ajunsă celebră pentru că a torturat-o vreme de mai multe luni pe Sylvia Likens, o fată de care trebuia să aibă grijă. După ce a ucis-o, Gertrude a fost condamnată la închisoare pe viață. A murit în anul 1990.